# Бойове віяло

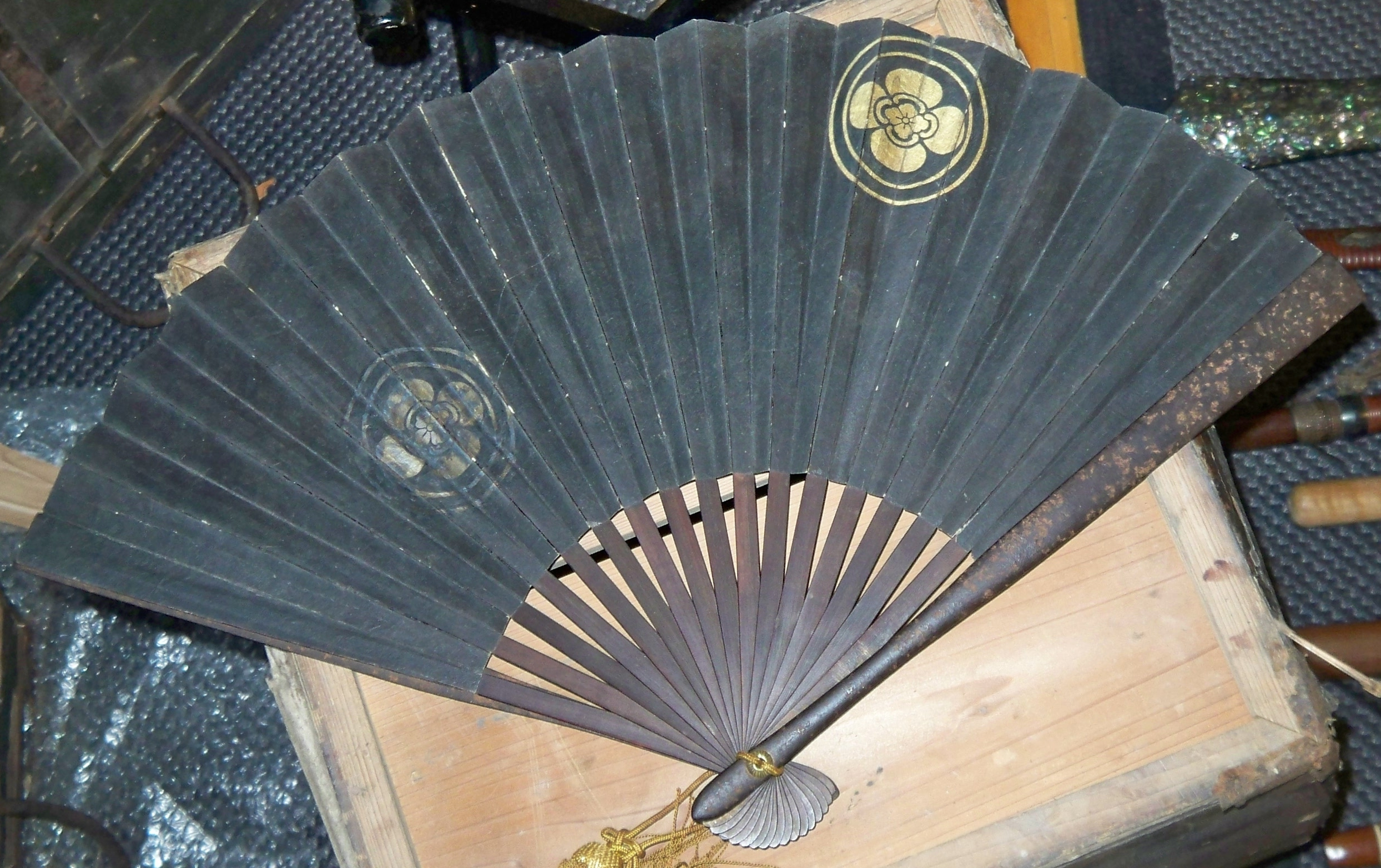
Старовинне японське бойове віяло гунсен

Бойове віяло — віяло, створене спеціально для використання в рукопашному бою. Деякі види таких віял використовувалися у феодальній Японії, Китаї та Кореї. Тим не менш, до Кореї та Китаю такий вид зброї прийшов уже з Японії, через що її ще називають «японським бойовим віялом».

## Опис та види

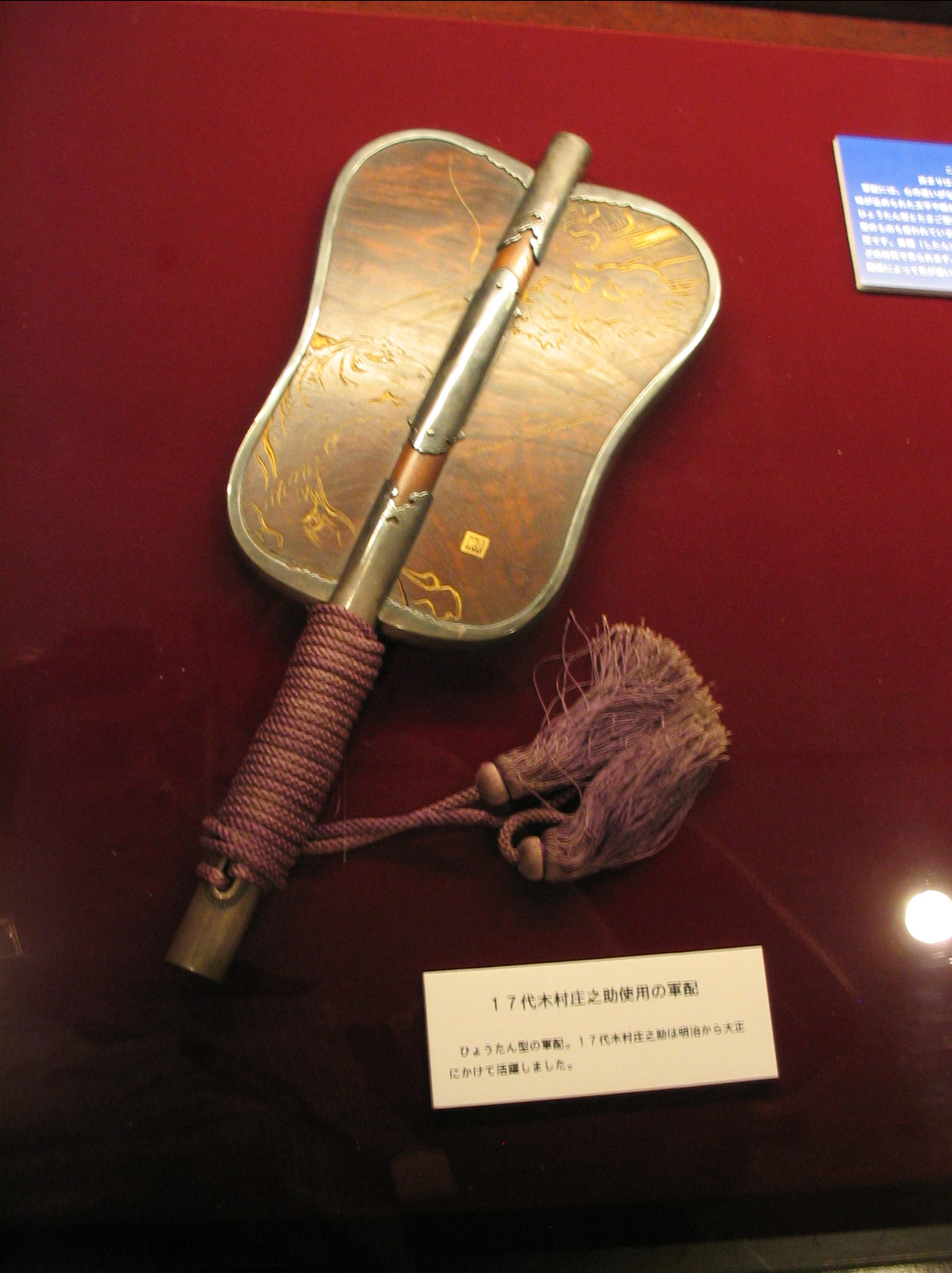
Гунбай

Японські бойові віяла відрізняються між собою кольором, матеріалом та метою застосування. Прийнято виділяти три категорії:
- Гунсен (軍扇) — складане віяло, яке часто використовувалося не тільки як бойове віяло, але і як класичне. Зазвичай його внутрішні спиці виготовляли з дерева, бронзи, латуні або іншого схожого матеріалу; зовнішні спиці та покриття було з тонкого заліза або іншого металу. Так виходило легке, але досить міцне віяло.[1]
- Тессен (철扇) — віяло з зовнішніми спицями з важких пластин заліза, яке виглядає як просте віяло, або залізна палиця у вигляді складеного віяла. Складався з 8-10 заточених металевих пластин, перетягнутих щільним папером у кілька шарів. Його вага становила не більше 500 грамів, але бували й «полегшені» варіанти у 200 грамів. Віяла прикрашали значною символікою: гербами, ієрогліфами з філософськими виразами, зображеннями сонця та місяця. Тессени, як правило, носили за поясом, іноді в чоботах. Застосовувалося віяло тессен у тих випадках, коли самураям було заборонено проносити меч. За допомогою такого віяла воїн міг не лише нападати, а й оборонятися, відбиваючи отруйні дротики чи стріли, а також допомагати собі під час плавання. Саме від назви тессен походить найменування мистецтва володіння бойовими японськими віялами — тессендзюцу (철扇術).[2]

- Гунбай (軍配) — це велике, тверде і розкрите бойове віяло. Найчастіше робилося з металу чи дерева. За допомогою такого віяла високопосадовці могли подавати сигнали війську, блокувати удари, відбиватися від стріл супротивника і навіть прикриватися від сонця під час відпочинку.[3][4]

## Історія створення

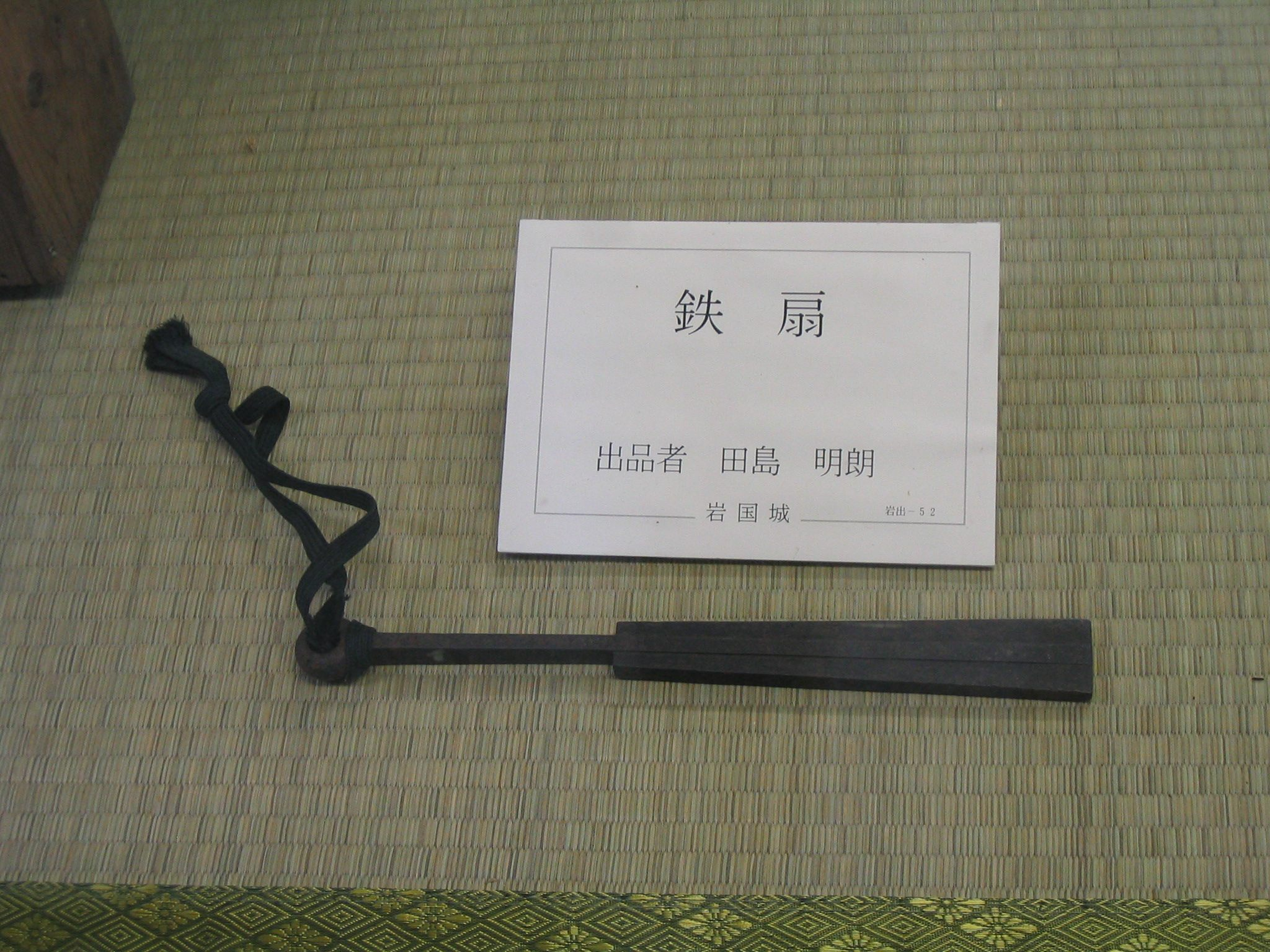
Тесен (залізна палиця у формі складеного віяла), виставлений у японському замку Івакуні

Як і багато інших особливостей культури та побуту, віяло прийшло до Японії з Китаю. Ймовірно, вперше японці побачили їх у корейських принців, котрі відвідували Японію. З VI—VII ст. паперові та шовкові віяла стали популярними і на островах. Найперша документована згадка про них міститься в хроніках правління імператора Юряку (457—479). Якщо звернутися до легенд, то згідно з переказами, в руки до майстра Тенджі потрапила кажан. Він ретельно вивчив будову його крила і подібно до нього створив віяло, яке можна було заховати в чобіт чи рукав одягу. Ввезені китайські віяла поступово набули нових форм і з'явилися перші японські віяла, не схожі на своїх материкових предків.
До періоду Хейан (794—1185) відноситься виникнення плоского віяла утіва, що не складається, остаточно форма якого закріпилася лише в XIV ст. Тонкі бамбукові прутки — їх було, як правило, 45, 64 або 80 — створювали основу, до якої кріпився японський папір — васі.
Такі віяла були дуже популярні при дворі і вважалися особистими відзнаками, повідомляли про ранг і займане становище свого власника. На основі утіва виник і аксесуар воєначальників — бойове віяло гунбай (дослівно: «віяло полководця») або гунбай утіва, яке покривалося лаком та різними водовідштовхувальними речовинами, інколи виготовлялося цілком з дерева чи металу. Вже пізніше віяла були вдосконалені під потреби військового стану, що прийшов до влади. Згодом віяла оснастили залізними спицями, а ребра зміцнили лакуванням, тим самим перетворивши їх на справжню зброю — так утворилося бойове віяло тессен.

### Міфи та легенди
Варто зазначити, що дуже швидко бойові віяла стали досить популярною особливістю японської культури і до них часто зверталися у народній творчості, фольклорі та легендах.
Згідно з легендою, в ході четвертої битви при Каванакадзімі полководець Весугі Кенсін прорвався до намету свого супротивника Такеди Сінгена і атакував його, але Сінген відбив удар бойовим віялом. Точно невідомо, чи було це віяло тессеном, гунбай утіва чи якоюсь іншою формою віяла. Та й взагалі історія виглядає неправдоподібною, оскільки командири дуже рідко вступали в бій, переважно в порядку самозахисту, коли поряд не було охоронців.

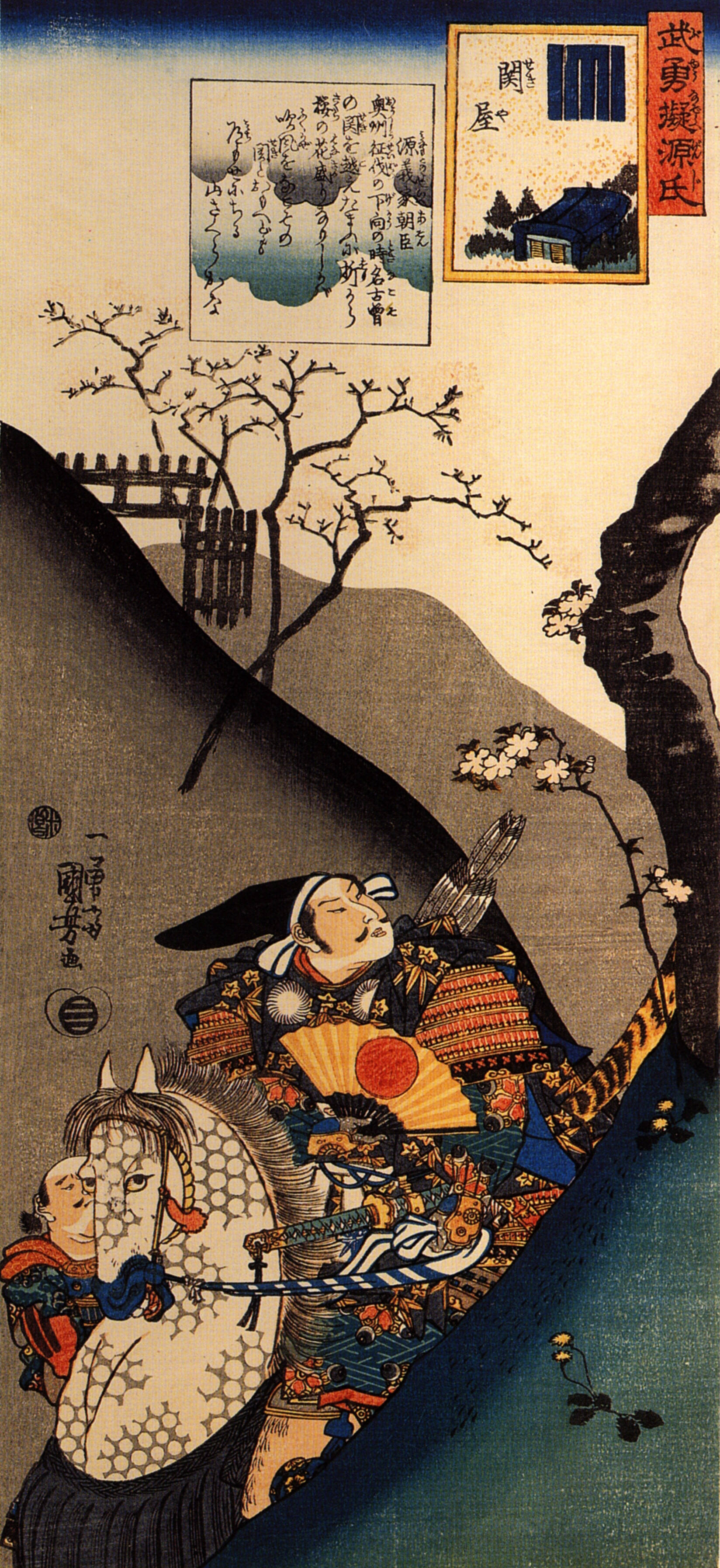
Мінамото Йорітомо тримає японське бойове віяло із символом японського сонячного диску

Згідно з іншою легендою, Мінамото-но Йосіцуне переміг ченця Сайто Мусасібо Бенкея за допомогою віяла.
Ще одна легенда свідчить, що віяло Аракі Мурасіге врятувало життя своєму господареві, коли воєначальник Ода Нобунага намагався вбити його. Аракі, що залишив свої мечі біля входу, за звичаєм вклонився на порозі кімнати. Нобунага хотів зачинити двері, щоб вони перерізали шию Аракі. Однак той поклав свій тессен у пази на підлозі, якими рухалися розсувні двері, так що вони не зачинилися.

## Способи застосування бойового віяла
Найпоширенішими видами бойових віял були гунсен і тессен. Гунсен самураї носили з обладунками, а тесен носився з повсякденним одягом. Обидві зброї були зручним засобом як для атаки, так і захисту. Воїн міг фехтувати віялом, виривати меч із рук противника, затискати лезо між сталевими ребрами віяла чи відбивати пущені в нього ножі та отруєні дротики. Ударною поверхнею віяла були його бічні частини, кінчик рукоятки та загострені верхівки ребер у відкритому вигляді, що надавали зброї ріжучих та ударних властивостей. У багатьох школах бойових мистецтв Японії проводилося навчання техніці бою з таким віялом — тессендзюцу, прийоми якого переважно повторювали програму тренувань на мечах. Такими школами були Ягю Сінкаге-рю (яп. 柳生新陰流'), Етиго-рю (яп. 越後流), Ягю-рю (яп. 柳生流) і Міяке Синган-рю (яп. 三宅心眼流).
Як і багато інших японських бойових мистецтв XV—XVI століть тессендзюцу було доволі складним у вивченні. Знаменитий фехтувальник і самурай кінця XVI століття Сасакі Кодзіро, за легендою, здолав кількох супротивників виключно за допомогою одного лише віяла.
Часто самураї найвищих рангів використовували тесени для самозахисту. Меч діставався з піхов тільки у випадку, якщо противник був того самого рівня, що й самурай. Воїни билися тессенами у складеному і в розкладному положенні. Складене віяло виконувало функції кийка, та оскільки його основа була металевою, опонент міг отримати серйозні каліцтва аж до летального результату. Самураї тримали віяла у розкладному стані, коли захищалися від дротиків чи навіть меча. Стрілу, звісно, тессен не зупиняв, але міг перенаправити її траєкторію.
Під час бою удари завдавалися у певні точки. Майстри знали, куди треба вдарити, щоб у людини настав параліч, втрата свідомості чи смерть. Самураї завдавали ударів рубом віяла вище або нижче коліна, щоб суперник втратив рівновагу. Попадання розкритим віялом в область шиї також могло позбавити людину життя, тому що пластини на кінцях тессена були доволі часто оброблені отрутою.

## Бойове віяло в інших країнах
Бойові віяла використовувалися також у китайських та корейських бойових мистецтвах. У Китаї віяла називалися «тішань», в Кореї — «пучхе».
Корейське бойове віяло з'явилося під час правління династії Чосон. Мечі й подібна зброя були заборонені, тому треба було знайти альтернативу, яка навіть перебуваючи на увазі не викличе підозр. Ремісники знайшли спосіб створювати подібні віяла з деревини берези Шмідта, яка була пружною і твердою, що дозволяло віялам із неї протистояти холодній зброї тих часів. Найбільш популярним бойове віяло стало серед тюнінів (середній клас) та янбанів (дворянство). Віяла виконувалися на індивідуальні замовлення.
Іноді у зовнішній край віяла вплітали металеві смуги, щоб віяло могло різати, або пір'я, в яких ховали бритви розміром з палець, що вилітали після розкриття віяла. Інші віяла містили отруту або застосовувалися для приховання зброї, наприклад, метальних лез. Отрута у віялах могла бути смертельною або тривалої дії, вона містилася у спеціальних бульбашках або каналах, які відкривалися, коли власник розкривав своє віяло, що дозволяло власнику вистрілити отруйним вмістом у свого опонента з невеликої відстані.
Фольклор і чутки також згадують про наявність у Китаї віяла з відсіками в лопатках, що містили вибухонебезпечні гранули. Після удару по віялу гранули створювали яскравий засліплюючий спалах, аналогічний сучасним китайським феєрверкам.

## У сучасному світі
Звичайно, нині бойові віяла не використовуються за своїм прямим призначенням. Епоха бойового віяла пройшла, коли імператор заборонив носити мечі, та самураї почали з'ясовувати стосунки тим, що залишилося в «арсеналі», тобто тессеном і кийком (або важкою палицею). Тоді імператор заборонив і бойові віяла.
Проте вони не зникли безслідно і, за великого бажання, тессендюцу все ще можна навчитися. На сьогоднішній день мистецтво тессендзюцу викладається в таких школах дзюдзюцу, як Кіраку-рю (яп. 気楽流鉄扇術), Сібукава-рю (яп. 渋川流柔術), Такеноуті-рю (яп. 竹内流) і Катаяма Хокір (яп. 伯耆流).
Віяла на кшталт гунбая використовуються в сумо: суддя за їхньою допомогою вказує на переможця. Гунбай також використовується разом з іншою спеціалізованою зброєю у тренуваннях з айкідо або кендо.
Також бойове віяло часто зустрічається в масовій азійській культурі. Наприклад, фільмах, відеоіграх, аніме і навіть літературі.